# Gare de Port-Boulet
Gare de Port-Boulet vasútállomás Franciaországban, Chouzé-sur-Loire településen.

## Vasútvonalak
Az állomást az alábbi vasútvonalak érintik:
- Tours–Saint-Nazaire-vasútvonal

## Kapcsolódó állomások
A vasútállomáshoz az alábbi állomások vannak a legközelebb:
- Gare de La Chapelle-sur-Loire (Gare de Tours, Tours–Saint-Nazaire-vasútvonal)
- Gare de Saumur (Gare de Saint-Nazaire, Tours–Saint-Nazaire-vasútvonal)